# Incendio en vuelo
Un Incendio en vuelo (en inglés: In-flight fire) también conocido como incendio a bordo o incendio en pleno vuelo es una de las causas de los accidentes de aviación en el cual una aeronave comienza a incendiarse durante las fases de vuelo o durante el vuelo. Se considera que este tipo de causa es una de las más peligrosas en la aviación, tanto comercial y militar; y un informe de la Autoridad de Aviación Civil del Reino Unido afirma:

"Después de que se inicia un incendio en una aeronave, los pilotos  solo tienen, en promedio, 17 minutos para aterrizar su aeronave antes de que se vuelva incontrolable."

Entre 1981 y 1990, aproximadamente el 20% de todas las muertes en aerolíneas de Estados Unidos fueron causadas por incendios en pleno vuelo.

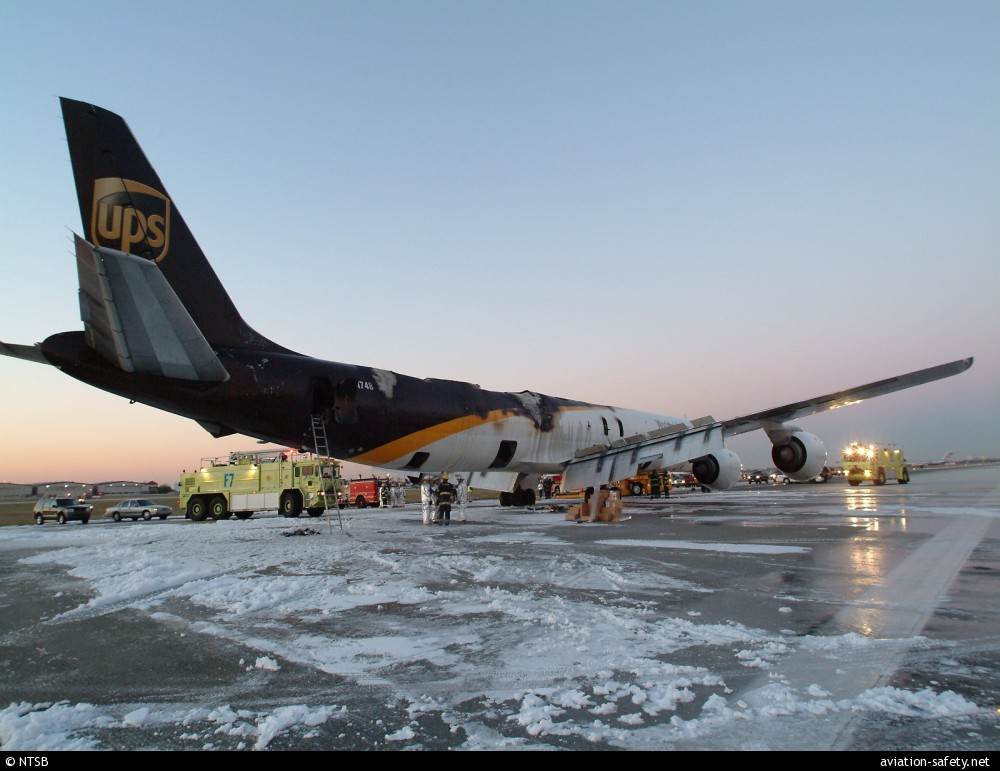
El Douglas DC-8 del vuelo 1307 de UPS después de sufrir un incendio en la bodega de carga.

## Tipos

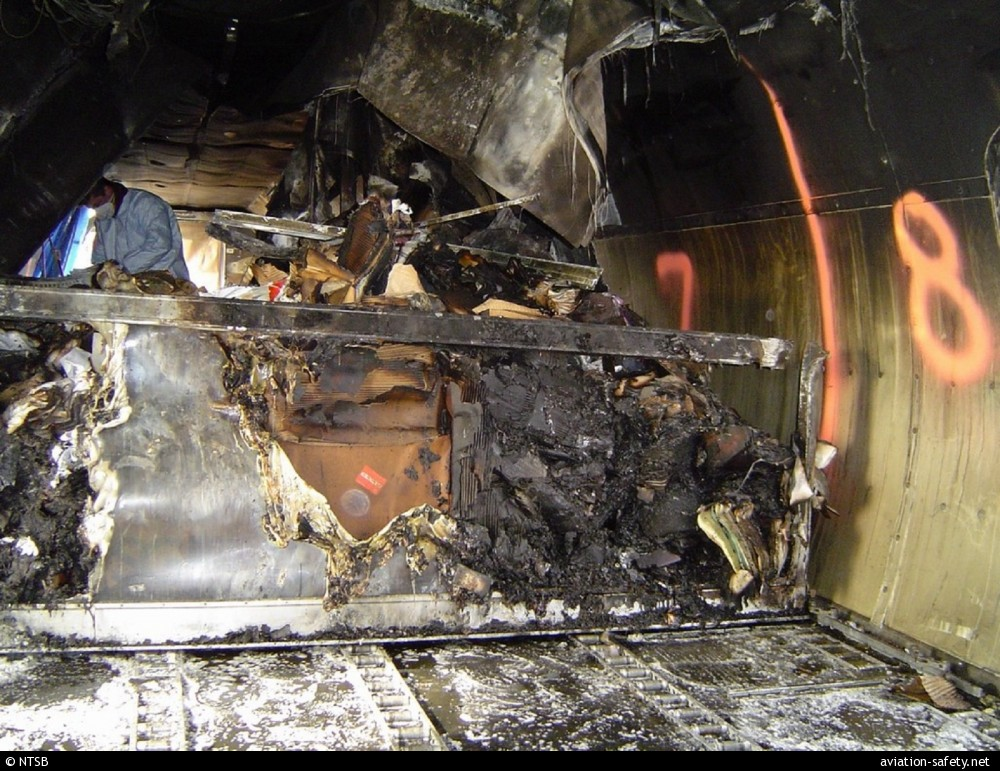
Restos de la bodega de carga del vuelo 1307 de UPS después del incendio en una de las bodegas de carga.

Los incendios en vuelo se clasifican por y en las áreas en donde de produjo el incendio:
- Incendio en la cabina de pasajeros: es un incendio que ocurre en la cabina de pasajeros.[3] Incluye áreas relacionadas como baños, cocinas, compartimentos superiores del equipaje personal y artículos a bordo de los pasajeros.[3]

- Incendio de carga: Es un incendio que sucede o se propaga dentro de la bodega de carga.[4]

- Incendio en la cabina de vuelo: es un incendio que sucede o se propaga dentro de la cabina de vuelo.[5]

- Incendio eléctrico: es un incendio que se produce a partir de cables eléctricos u otros sistemas eléctricos dentro del avión, ya sea en la cabina de pasajeros o en la cabina de vuelo.[6]

- Incendio en el motor: es un incendio en el interior del motor de una aeronave.[6]

## Causas y propagación
Los incendios durante el vuelo mayormente son eléctricos, suelen ser el resultado de chispas o del sobrecalentamiento de los componentes electrónicos en una aeronave. Si hay materiales inflamables alrededor del lugar de origen del incendio, puede propagarse rápidamente.  Los incendios en la cabina de vuelo suelen estar relacionados con incendios eléctricos en la aviónica, ya que hay muchos componentes eléctricos dentro de la cabina de vuelo que pueden producir un cortocircuito. Si un incendio en la cabina de vuelo no se extingue rápidamente, el humo y el fuego en las superficies de control podrían dificultar que los pilotos controlen a la  aeronave.
Los incendios en la cabina de pasajeros son diferentes a los de la cabina de vuelo, estos pueden ser causados por elementos que los pasajeros traen a bordo, como dispositivos electrónicos personales, baterías de litio y cigarrillos, y pueden verse como no inflamables por una gestión inadecuada de los residuos. Los incendios eléctricos también pueden ocurrir en el área de la cabina de pasajeros a causa de los cables eléctricos de las superficies de control y de la aviónica que pasan por debajo, al igual que los de los sistemas de entretenimiento a bordo.
Dependiendo de lo que haya dentro de la bodega de carga de una aeronave, un incendio en la bodega de carga puede propagarse rápidamente. Por ejemplo, las baterías de litio pueden sufrir un proceso llamado fuga térmica, en el que la batería puede servir como fuente de calor, combustible y agente oxidante. Otras cargas peligrosas incluyen artículos que pueden servir como agente oxidante, como botellas de oxígeno y productos de limpieza.
Las fallas de los motores, principalmente por la pérdida de aceite en el motor y fallas no contenidas, son la principal causa de incendios en los motores. En estos escenarios, el exceso de calor producido podría encender el combustible del avión o los vapores del combustible dentro del motor.
En los casos en que un incendio se prolonga durante un tiempo suficiente, puede producirse un fenómeno denominado flashover. Un flashover es la ignición casi simultánea de cualquier material combustible dentro de un espacio cerrado. A medida que se liberan más gases inflamables cuando los materiales se queman y la temperatura aumenta, se alcanza finalmente la temperatura de autoignición, lo que hace que todo lo que se encuentre en el espacio cerrado arda en llamas. Las temperaturas de los flashovers pueden alcanzar los 480–650 °C (900–1200 °F), lo que hace que no se pueda sobrevivir a ellos durante más de unos pocos segundos.

### Prevención
Desde 1985, la Administración Federal de Aviación (FAA) ordenó que se utilizarán materiales más resistentes al fuego en las aeronaves para alargar más el tiempo de respuesta de los pilotos antes de que se inicie un incendio. Para determinar la durabilidad de los materiales en las aeronaves, se utiliza una prueba de quemador de queroseno para los asientos de los pasajeros para validar su resistencia al tipo de incendio que se encuentra más comúnmente; los avances en espuma resistente al fuego y capas de bloqueo de fuego han añadido entre 40 y 60 segundos de tiempo para que los pasajeros evacúen y salgan del avión durante un incendio. Desde 1986, se ha exigido que los compartimentos de carga en los aviones tengan un revestimiento más resistente al fuego y en 1998, los compartimentos debían tener sistemas de detección y extinción contra incendios. Los extintores de incendios de halón, que generalmente utilizan Halón 1301, se utilizan ampliamente en toda la industria de la aviación debido a su alta relación rendimiento-peso. Debido a su naturaleza de agotamiento de la capa de ozono, los sistemas de extinción de incendios en la aviación son uno de los últimos usos permitidos del halón.